# Karsanov
Karsanov je priimek več oseb:
- Kazbek Drisovič Karsanov, sovjetski general
- Umar Maharbekovič Karsanov, ruski nogometaš